# Chinasat 1B
O Chinasat 1C, também conhecido por Fenghuo 2C (FH-2C) e Zhongxing 1B (ZX-1B), é um satélite de comunicação militar geoestacionário chinês que está sendo construído pela China Academy of Space Technology (CAST). O satélite será baseado na plataforma DFH-4 Bus e sua expectativa de vida útil será de 15 anos.

## Lançamento
O satélite ainda não tem uma data definida para ser lançado ao espaço, por meio de um veiculo Longa Marcha 3B/G3 lançado a partir do Centro Espacial de Xichang, na China. Ele terá uma massa de lançamento de 5320 kg.